# Anton Rubinstein
Anton Rubinstein (rus: Антон Рубинштейн)  (Ofatinți, 16 de novembre de 1829 (Julià) - Peterhof, 8 de novembre de 1894 (Julià)), nom complet amb patronímic Anton Grigórievitx Rubinstein (Rubinxtein), rus: Анто́н Григо́рьевич Рубинште́йн, fou un pianista, compositor, professor i director d'orquestra rus. És considerat un dels grans pianistes del segle xix, fundador del conservatori de Sant Petersburg, i un personatge amb gran influència entre els cercles musicals russos de l'època.

## Biografia
Rubinstein rebé les primeres lliçons de piano de la seva mare, i als set anys va esdevenir alumne del cèlebre pianista Aleksandr Villoing. Amb ell va començar una gira de concerts per Europa entre 1840 i 1843 que inicià a París, davant un públic que incloïa Frédéric Chopin i Franz Liszt. Londres, els Països Baixos, Prússia, Saxònia, Àustria… foren alguns dels països que acolliren els concerts del nen prodigi, entre els quals destaquen els que oferí a personalitats com la Reina Victòria o alguns membres de la família imperial russa.
El 1844, amb la seva mare i el seu germà Nikolai, s'instal·là a Berlín, on residiria durant dos anys. Allà estudià contrapunt i harmonia amb Siegfried Dehn, que també havia sigut professor de Mikhaïl Glinka. A Berlín tingué l'oportunitat de conèixer i fer amistat amb Felix Mendelssohn i Giacomo Meyerbeer (que eren d'origen jueu, com la família Rubinstein), i la pianista espanyola Pilar Fernández de la Mora.
Amb la mort del pare l'any 1846, la família va tornar a Rússia, però Anton va romandre a Viena. Els dos anys següents visqué a la capital austríaca en condicions de pobresa, sobrevivint gràcies a les lliçons de piano que impartia. Però quan retornà a Rússia el 1848 i s'establí a Sant Petersburg, la gran duquessa Elena Pàvlovna l'acollí sota la seva protecció. El seu patronatge, que es va estendre a altres projectes tals com la Societat Musical Russa o el mateix conservatori, fou un element clau en la vida musical de Rubinstein. A banda de residir en un dels seus palaus, el jove pianista tocava per a les vetllades que organitzava la duquessa, en les quals sovint assistien el tsar i la seva família.
La carrera com a pianista professional va començar el 1854, en una gira per Europa que li faria guanyar molta fama. Uns anys després, durant una estada a Niça el 1856, la duquessa i Rubinstein començarien a plantejar-se la manera de millorar l'educació musical russa. Així naixeria la Societat Musical Russa (1859), els concerts de la qual tindrien el mateix Rubinstein com a director. Aquesta institució és la que faria possible la creació del Conservatori de Sant Petersburg (1862), i especialment la protecció i mecenatge d'Elena Pávlovna. Però no tothom acceptà els motius pels quals Rússia necessitava fundar un conservatori, tal com havien fet algunes ciutats europees al llarg del segle xix. El pianista va escriure un famós article en el qual defensava la necessitat d'establir aquesta institució, com a solució al fet que no existia la figura del músic professional a Rússia. Rubinstein afirmà que aquesta situació era conseqüència de la incapacitat dels músics de demanar a l'Estat «concedir a la música els mateixos privilegis que a les altres arts» i «atorgar a aquells involucrats en la música l'estatus civil de l'artista». Ja que Rússia només comptava amb amateurs en el camp de la música, el conservatori suposaria la legitimació de la professió del músic.

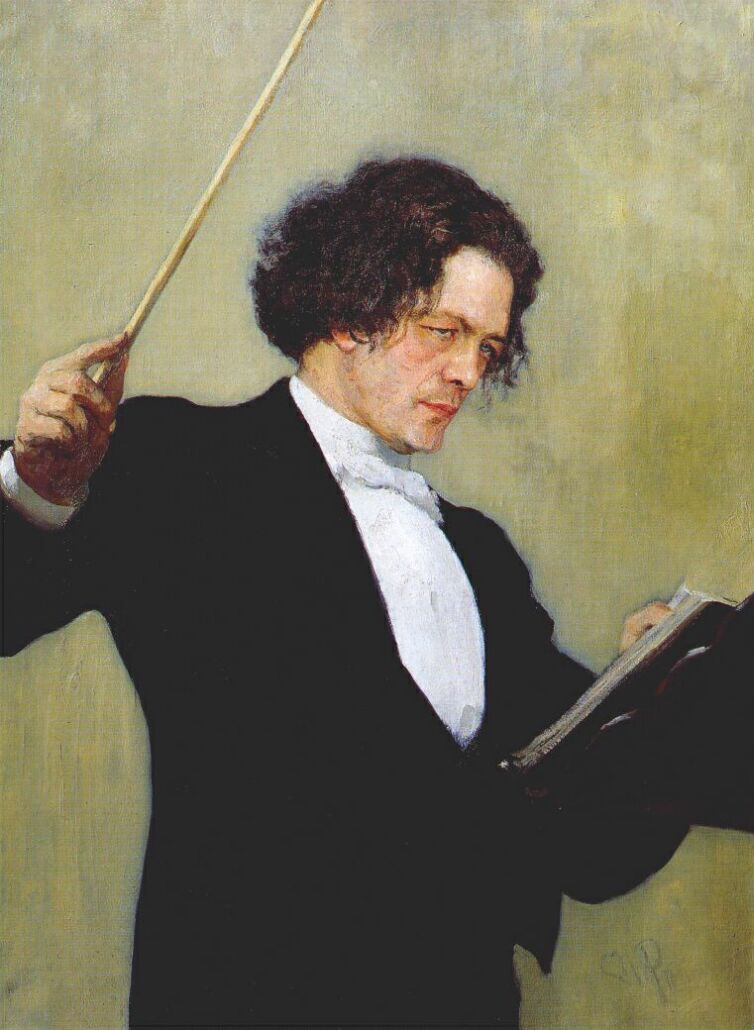
Retrat d'Anton Rubinstein, obra d'Ilià Repin (1887)

De fet, quan el conservatori va obrir les portes només hi havia un grapat de compositors notables russos: a banda de Glinka, que havia mort uns anys abans, destacava Dargomijski i Balàkirev amb el seu grup nacionalista (Borodin, Cui, Mússorgski i Rimski-Kórsakov; també coneguts com el Grup dels Cinc). Balàkirev era també un bon pianista, però hi havia pocs instrumentistes russos, i l'orquestra de la Societat Musical Russa estava formada majoritàriament per músics alemanys. Precisament Balàkirev i el seu cercle (juntament amb el seu partidari, el crític Stasov) es van mostrar crítics amb la iniciativa de Rubinstein. El van acusar de «pedanteria alemanya» i van elogiar la creativitat dels músics russos que no havien estat contaminats per l'academicisme germànic. Però per altra banda, el seu projecte era defensat per una part de la vida cultural russa que no volia quedar-se enrere respecte a l'Europa occidental.
Aquest debat sobre la creació del conservatori girava entorn la professionalització més que no pas al voltant d'un conflicte nacionalista, tot i que altres lectures com la de Stasov ho hagin expressat així (les qüestions referents al nacionalisme rus i el seu tractament historiogràfic han estat estudiades pel musicòleg Richard Taruskin, que també tracta la figura de Rubinstein en aquests termes). En qualsevol cas, a final de segle la visió de Rubinstein sobre els conservatoris s'havia estès a altres llocs del país, com ara a Moscou, on el seu germà Nikolai fou el principal impulsor d'aquesta iniciativa. Rubinstein, que fou director del conservatori de Sant Petersburg entre 1862-1867 i 1887-1889, on va tenir molte alumnes, entre ells la finlandesa Selma Kajanus, va ser considerat una figura fonamental en l'educació musical russa, assentant les bases sobre les quals s'ensenya la música encara avui dia. Fou protector de molts compositors i intèrprets, entre d'altres la mezzosoprano Yelizaveta Lawrosska o els pianistes David Walton Perkins, Alberto Jonás, Josef Hofmann, Sandra Droucker, Brounoff i Albert Maria Eibenschütz. El cèlebre compositor Piotr Ilitx Txaikovski fou alumne de la primera promoció.
Però Anton Rubinstein va ser famós principalment pel seu rol com a intèrpret, fama que aconseguí amb gires com la de 1867 per Europa. El 1872 en feu una pels Estats Units juntament amb el violinista Henryk Wieniawski amb 215 concerts en 239 dies, en una increïble demostració de forma física. Sorprèn també l'extensió dels seus programes, dels quals destaquen els set programes «històrics», que en un ordre quasi cronològic feien un recorregut des dels virginalistes anglesos fins a la música russa contemporània. Rubinstein mostrava així la seva particular visió de la història materialitzada en l'elecció del repertori, en una concepció de l'intèrpret que precisament ha d'interpretar aquesta història musical. Rubinstein fou un pianista amb la capacitat de produir un gran impacte emocional en el seu públic. Per altra banda, resulta moderna la seva cerca d'una sonoritat determinada per a cada autor (tenint en compte que el moviment de la recuperació de les interpretacions antigues es produiria més de mig segle després).
Rubinstein va dirigir l'Orquestra Filharmònica de Viena durant un any, en el qual és especialment cèlebre el concert de cap d'any on es va interpretar la primera part del Christus de Franz Liszt amb la presència del compositor i Anton Bruckner interpretant la part de l'orgue.

## Obra
Rubinstein fou un compositor prolífic durant tots els períodes de la seva vida. Deixà sis simfonies, quatre obertures per a orquestra, dues cantates, sonates per a piano (és famosa la seva Melodia en fa per a piano), 14 òperes (Der Thurm zu Babel, 1870; El dimoni, 1875; Néron, 1879), 4 oratoris (Christus, 1888), etc. En aquestes grans obres, però s'aprecia una mica de precipitació. En la simfonia n.2, per exemple, apareixen idees interessants que són desenvolupades de manera trivial. El període de més èxit per les seves composicions inicia amb el seu quart concert per a piano i acaba amb l'òpera El dimoni. Dintre aquesta etapa destaquen dos importants peces orquestrals, Don Quixot i Ivan IV Groznïy.
- Simfonia núm. 1 en fa major, op. 40
- Simfonia núm. 2 en do major Oceà, op. 42 (1851, revisada 1863, 1880)
- Simfonia núm. 3 en la, Op. 56 (1854-5)
- Simfonia núm. 4 en re menor Dramàtica, op. 95 (1874)
- Simfonia núm. 5 en sol menor Russa, op. 107 (1880)
- Simfonia núm. 6 en la menor, op. 111 (1886)
- Concert per a piano núm. 1 en mi menor op. 25
- Concert per a piano núm. 2 en Fa major op. 35
- Concert per a piano núm. 3 en Sol major op. 45
- Concert per a piano núm. 4 en re menor op. 70
- Concert per a piano núm. 5 en mi bemoll major op. 94

## Escrits
- ‘Die Componisten Russland's', Blätter für Musik Theater und Kunst, xxix (11 de maig 1855); xxxiii (25 de maig 1855); xxxvii (8 de juny 1855)
- ‘Istoriya literaturï fortepy′yannoy muzïki’, Muzïkal′noye obozreniye (St Petersburg, 1888–9; traducció alemanya, 1899, com a Die Meister des Klaviers)
- Avtobiograficheskiye vospominaniya (1829–1889) (St Petersburg, 1889; traducció anglesa, 1890, com a Autobiography of Anton Rubinstein (1829–1889))
- Muzïka i yeyo predstaviteli (Moscou, 1891; traducció anglesa, 1891, com a A Conversation on Music: Music and its Masters)